# This Time I Almost Made It
Albums de Barbara Mandrell
The Midnight Oil
(1971) This Is Barbara Mandrell
(1976)
This Time I Almost Made It est le quatrième album studio de l'artiste country Barbara Mandrell, sorti en 1974.

## Historique
C'est le dernier album que Mandrell publia sur le label Columbia, qui ne semble pas savoir quelle orientation donner à cet artiste entre la pop, la country et la soul, avant que ce label cesse toute collaboration avec elle. Elle rejoint ensuite ABC/Dot, où elle connaît la période la plus prospère de sa carrière.

## Accueil
Deux singles furent issus de cet album et les deux se classèrent dans le Hot Country Singles & Tracks. Le premier single éponyme atteignit la 12ème place. Le second, Wonder When My Baby's Coming Home, accéda tout juste au Top 40, arrivant à la place 39ème place. Le disque, quant à lui, ne se hissa qu'à la 41ème place du Top Country Albums chart. 
En 2016, une version rallongée de cet album sortit en CD, contenant notamment les titres bonus listés ci-dessous. 

## Liste des pistes
1. This Time I Almost Made It (Billy Sherrill)
2. Right Back Feeling Like a Woman
3. Wisdom of a Fool (Roy Alfred, Abner Silver)
4. You're All I Need to Get By (Nickolas Ashford, Valerie Simpson)
5. Wonder When My Baby's Coming Home (Kermit Goell, Arthur Kent)
6. Keep On Singing (Danny Janssen, Bobby Hart)
7. A Very Special Love Song (Sherrill, Norro Wilson)
8. Today I Started Loving You Again (Merle Haggard, Bonnie Owens)
9. Kiss the Hurt Away (Finley Duncan, Chuck Reed)
10. Words (Barry Gibb, Maurice Gibb, Robin Gibb)
11. Something (George Harrison)

### Titres bonus
1. I Hope You Love Me (George Jones, Tammy Wynette)
2. You Can Always Come Back
3. Coming Home Soldier (Bobby Vinton, Gene Allan)
4. Stay There Till I Get There
5. I Take It Back
6. Dim Lights, Thick Smoke (And Loud, Loud Music) (Joe Maphis, Rose Lee Maphis, Max Fidler)
7. You Took Him Off My Hands (Harlan Howard, Wynn Stewart, Skeets McDonald)
8. Son-Of-A-Gun
9. Scarlet Water (Freddy Weller, Spooner Oldham)

## Classements
Album – Billboard (Amérique du Nord)
| Année | Chart              | Position |
| ----- | ------------------ | -------- |
| 1974  | Top Country Albums | #41      |

Singles – Billboard (Amérique du Nord)
| Année | Single                            | Chart                        | Position |
| ----- | --------------------------------- | ---------------------------- | -------- |
| 1974  | This Time I Almost Made It        | Hot Country Singles & Tracks | #12      |
| 1975  | Wonder When My Baby's Coming Home | Hot Country Singles & Tracks | #39      |